# Luxiaria versiformis
Luxiaria versiformis là một loài bướm đêm trong họ Geometridae.